# Pozycjonowanie (marketing)
Pozycjonowanie – działanie w marketingu związane z kształtowaniem oferty i wizerunku produktu, marki lub firmy, kreujące taki ich obraz wśród nabywców, który będzie się wyróżniał na tle produktów, marek czy firm konkurencyjnych.
Pierwszego określenia „pozycjonowanie” w odniesieniu do działań rynkowych użył w 1969 r. Jack Trout. Wspólnie z Alem Riesem opisał on ideę pozycjonowania w książce „Pozycjonowanie: Walka o Twój umysł” („Positioning: The Battle for Your mind”). Autorzy podkreślali, że pozycjonowanie dokonuje się w umyśle klienta, który staje się polem bitwy dla marketingu. Punktem odniesienia w pozycjonowaniu jest zawsze konkurencja. Proces pozycjonowania musi więc obejmować analizę konkurencyjnych ofert i działań marketingowych i prowadzić do takiego zaprezentowania swojej oferty, aby była ona postrzegana lepiej od innych. W pozycjonowaniu można wykorzystać kilka cech, pamiętając jednak o wyróżnieniu jednej, która da przewagę wizerunkową na tle konkurencji.

## Sposoby pozycjonowania
Można wyróżnić pozycjonowanie ze względu na:
- konkurentów – można wykorzystać bezpośrednie porównanie, pozycjonowanie jako pierwszy na rynku, pokazywanie słabych stron konkurencji w porównaniu z ofertą własnej firmy.
- atrybuty – produkty bardzo często są oceniane ze względu na nieprzeciętne cechy, których nie posiadają produkty konkurencji (np. zegarki S.T.A.M.P.S. wyróżnia charakterystyczny kształt znaczka pocztowego). Przewrotny sposób pozycjonowania poprzez cechę produktu stosował niegdyś producent płynu do płukania jamy ustnej Listerine. Firma przyznawała, że jej produkt ma niedobry smak mówiąc: „Listerine. Smak którego ludzie nie znoszą dwa razy dziennie”.
- korzyści funkcjonalne lub użytkowe – każdy produkt dostarcza jakieś korzyści, sztuką jest pokazać, że korzyści dostarczane przez produkt są wyjątkowe (np. Danio to sposób na głód, Sensodyne to pasta przynosząca ulgę wrażliwym zębom),
- pochodzenie produktu – producent francuskiego wina, szwajcarskiego zegarka, czy też japońskiej elektroniki nigdy nie zapomni podać kraju pochodzenia ze względu na łączone z nim pozytywne skojarzenia,
- przeznaczenie i sposoby korzystania – wiele produktów na rynku pozycjonowanych jest ze względu na sposoby i okazje, w których mogą być wykorzystane. (np. czekoladki Merci, które mogą być podarowane innym w wyrazie wdzięczności),
- kategorię użytkownika – w pozycjonowaniu produktu można wykorzystać fakt dedykowania ich określonej kategorii nabywców (np. KARMI – piwo stworzone z myślą o kobietach, Mars Delight jest skierowana do kobiet młodych, aktywnych, nowoczesnych i ceniących dobry styl).
- kategorię produktu – może podejmować starania by określona marka lub firma była kojarzona przez nabywców z określoną kategorią produktów. Najlepiej byłoby gdyby na myśl o kategorii produktu klientom przychodziła nam myśl nazwa marki (np. Lego to najbardziej znany producent klocków),
- jakość lub cenę – pozycjonowanie to polega na podkreślaniu korzystnych relacji między ceną a jakością i może przybrać kilka postaci. Dobry stosunek ceny do jakości, może polegać na pokazaniu, że za niską cenę można uzyskać wysoką jakość. Można też zastosować zabieg polegający na uzasadnianiu wysoką jakością produktów jego wyższej ceny.
- lokalizację – jest to forma pozycjonowania stron z myślą o frazach lokalnych, kierowane jest to do użytkowników wyszukujących odpowiednich produktów bądź usług w określonym regionie (np. fryzjer Warszawa, dentysta Rzeszów)

## Strategie pozycjonowania marki
- Strategia lidera – podejmowanie działań marketingowych i komunikatów reklamowych, w których marka prezentowana jest jako lider na rynku
- Strategia zróżnicowanej oferty – poszerzenie możliwości wyboru przez klienta przez modyfikacje cenowe, intensywną promocję oraz zwiększa ofertę na usługi dodatkowe.
- Strategia naśladowcza – wykorzystanie dobrej pozycji produktów już istniejących i takie kreowanie wizerunku nowego produktu, aby uwidocznić te cechy podobne.
- Strategia błękitnego oceanu – wprowadzenie produktu nieistniejącego jeszcze na rynku, wykorzystując istniejące szczeliny w danym segmencie.